# Château-Dessous
Le château-Dessous est un château situé à Chauvirey-le-Châtel, en France.

## Localisation
Le château est situé sur la commune de Chauvirey-le-Châtel, dans le département français de la Haute-Saône.

## Historique
L'édifice est classé au titre des monuments historiques en 1928.